# حافظه با پهنای‌باند بالا

برش سراسری یک کارت گرافیکی که از حافظه با پهنای‌باند بالا استفاده می کند. بنگرید میان‌راه ازمیان-سیلیکون (TSV).

حافظه‌ با پهنای‌باند بالا (انگلیسی: High Bandwidth Memory) (اختصاری HBM) یا حافظه‌ٔ پهنای‌باند بالا دسته‌ای از حافظه‌های تصادفی است که توسط شرکت‌های اس‌کی هاینیکس، ای‌ام‌دی و سامسونگ برای مدارهای یکپارچه سه‌بعدی طراحی و معرفی گردید و نخستین مرتبه در پردازنده‌های گرافیکی رادئون سری آرایکس۳۰۰ از شرکت ای‌ام‌دی مورد استفاده قرار گرفت.
این حافظه‌ها به عنوان یک استاندارد صنعتی در اکتبر ۲۰۱۳ به تصویب رسید. نسل دوم این حافظه‌ها با عنوان اختصاری HBM2 نیز در ژانویه ۲۰۱۶ معرفی و به تصویب استاندارد صنعتی نیز رسید.